# Werder (Havel)
Werder é um município da Alemanha, situado no distrito de Potsdam-Mittelmark, no estado de Brandemburgo. Tem 115,99 km² de área, e sua população em 2019 foi estimada em 26.412 habitantes.